# Unggahan
 (mai 2010).
Si vous disposez d'ouvrages ou d'articles de référence ou si vous connaissez des sites web de qualité traitant du thème abordé ici, merci de compléter l'article en donnant les références utiles à sa vérifiabilité et en les liant à la section « Notes et références ».
Unggahan est un desa (village) de la province de Bali en Indonésie.

## Géographie
Unggahan est situé au nord de l'île de Bali. Situé au sommet d'une colline, Unggahan est entouré d'une immense forêt d'arbres fruitiers d'une extrême variété tels que durians, mangoustaniers, cerulings (sorte de litchi), bananiers, girofliers, caféiers, cacaotiers, cocotiers, etc). Quelques rares rizières en terrasse sont alimentées par un savant réseau d'eaux de source. De nombreux sentiers pédestres traversent la forêt en plusieurs directions et permettent au promeneur de pénétrer dans les plantations.

## Administration
Unggahan appartient au kecamatan (canton) de Seririt, seconde ville de Buleleng après Singaraja, dans le kabupaten (département) de Buleleng.

## Voies de communication
La route provenant de Seririt a été achevée il y a peu de temps et ne continue pas plus loin que le village.

## Tourisme
Quelque peu coupé du monde, le village a conservé une véritable authenticité[réf. souhaitée] et ses habitants réservent un accueil des plus chaleureux aux hôtes de passage.